# Darrell Waltrip
Darrell Lee Waltrip (Owensboro, 5 febbraio 1947) è un ex pilota automobilistico statunitense, specializzato nelle stock car, vincitore di tre Winston Cup (quella che oggi è la NASCAR Cup Series).

## Biografia
Darrell Waltrip è una delle leggende più grandi della NASCAR, famoso non solo per il suo carattere solare, ma anche per i balletti improvvisati con cui era solito festeggiare le sue vittorie una volta giunto sul podio.
Tra i piloti più popolari della NASCAR negli anni ottanta e novanta, è stato anche uno dei rivali più pericolosi per Dale Earnhardt.
Ha vinto per tre volte il titolo NASCAR Sprint Cup Series e una volta la Daytona 500. 
Le scuderie più importanti in cui è stato sono il team Junior Johnson Motorsports (auto numero 11) e il team Hendrick Motorsports (auto numero 17). Ha avuto anche una piccola parentesi al team Dale Earnhardt Inc. (auto numero 1) nel 1998, come sostituto dell'infortunato Steve Park.
La sua carriera da pilota si è chiusa alla fine del 2000, anche se tra il 2001 e il 2003 ha fatto qualche gara sporadica per il suo stesso team, Darrell Waltrip Motorsports, nella Truck Series.
A partire dal 2001, è entrato a far parte del team di commentatori NASCAR della Fox, e alla sua prima gara da telecronista, la Daytona 500 del 2001, ha avuto modo di assistere non solo alla prima vittoria in carriera di suo fratello Michael, ma anche alla tragica morte del suo amico-rivale Dale Earnhardt.
Entrerà a far parte della NASCAR Hall Of Fame nel 2012.

### Vita privata
È sposato con Stephanie Rader dal 1969.

## Palmarès
Winston Cup
- 3 volte  nel 1981, 1982 e 1985